# Le Coupable (film, 1937)
Pour les articles homonymes, voir Le Coupable.
Pour plus de détails, voir Fiche technique et Distribution.
Le Coupable est un film de procès français réalisé par Raymond Bernard sorti en 1937 au cinéma d'après un roman de François Coppée.

## Synopsis
Promis à la riche Marie-Louise Gaude, Jérôme Lescuyer monte à Paris faire des études de droit pour poursuivre la tradition familiale et devenir magistrat. Il séduit une jeune fleuriste, Thérèse Forgeat, qui tombe enceinte. Mobilisé en 1914, il ne donne plus de nouvelles. Thérèse accouche d'un garçon, prénommé Jérôme, et se laisse épouser par son cousin Édouard. L'enfant perd rapidement sa mère, est abandonné par son beau-père et se retrouve vite en maison de correction. Mêlé à la mort d'un receleur de bijoux, il se retrouve accusé devant son père devenu procureur.

## Fiche technique
- Réalisation : Raymond Bernard
- Scénario :  Bernard Zimmer, d'après le roman de François Coppée (1896)
- Décors : Léon Barsacq et Jean Perrier
- Costumes : Émile Alex
- Musique : Jacques Ibert
- Photographie : Robert Lefebvre
- Son : William-Robert Sivel
- Producteur : Maurice Juven
- Pays :  France
- Format : Son mono  - Noir et blanc - 35 mm  - 1,37:1
- Société de production : Filmor
- Genre : Film dramatique
- Durée : 107 minutes
- Date de sortie :
- France - 21 janvier 1937

## Distribution
- Pierre Blanchar : Jérôme Lescuyer
- Madeleine Ozeray : Thérèse Forgeat
- Gabriel Signoret : Monsieur Lescuyer
- Suzet Maïs : Marie-Louise Gaudaine
- Gilbert Gil : Jérôme Forgeat
- Marguerite Moreno : Madame Gaudaine
- Jean Joffre : Le bâtonnier
- Junie Astor : Louise Donadieu
- Marcel André : Édouard
- Palmyre Levasseur : Rosalie
- Paul Escoffier : L'ami de Marie-Louise
- André Dionnet : Le petit Jérôme
- François Rodon : Le petit Anatole
- Eugène Stuber : Un gardien
- Daniel Clérice : Anatole
- Albert Gercourt : Lucas
- Viola Vareyne